# Versailles (film 1954)
Versailles (Si Versailles m'était conté...) è un film del 1954, diretto da Sacha Guitry. Attraverso una cavalcata storica, si racconta la storia della reggia e della monarchia francese a lei legata.

## Trama
La storia della Reggia di Versailles narrata attraverso vari episodi e ritratti di personalità che li hanno vissuti.